# Melanie Valerio
Melanie M. Valerio (Cleveland, Estados Unidos, 7 de mayo de 1969) es una nadadora retirada especialista en estilo libre. Fue olímpica en los Juegos Olímpicos de Atlanta 1996 donde consiguió la medalla de oro en las prueba de 4x100 metros ibres tras nadar las series eliminatorias.
Dos años después, en el Campeonato Mundial de Natación de 1998 se proclamó campeona del mundo en la prueba de 4x100 metros libres.

## Palmarés internacional
| Juegos Olímpicos               | Juegos Olímpicos          | Juegos Olímpicos | Juegos Olímpicos |
| Año                            | Lugar                     | Medalla          | Prueba           |
| ------------------------------ | ------------------------- | ---------------- | ---------------- |
| 1996                           | Atlanta ( Estados Unidos) | Medalla de oro   | 4x100 m libres   |
| Campeonato Mundial de Natación |                           |                  |                  |
| 1998                           | Perth ( Australia)        | Medalla de oro   | 4x100 m libres   |